# Sander Skotheim
Sander Aae Skotheim (Oslo, 31 de mayo de 2002) es un deportista noruego que compite en atletismo, especialista en las pruebas de heptatlón y decatlón.
Ganó dos medallas en el Campeonato Mundial de Atletismo en Pista Cubierta, en los años 2024 y 2025, una medalla de plata en el Campeonato Europeo de Atletismo de 2024 y dos medallas en el Campeonato Europeo de Atletismo en Pista Cubierta, en los años 2023 y 2025.

## Palmarés internacional
| Campeonato Mundial en Pista Cubierta | Campeonato Mundial en Pista Cubierta | Campeonato Mundial en Pista Cubierta | Campeonato Mundial en Pista Cubierta |
| Año                                  | Lugar                                | Medalla                              | Prueba                               |
| ------------------------------------ | ------------------------------------ | ------------------------------------ | ------------------------------------ |
| 2024                                 | Glasgow (Reino Unido)                | Medalla de plata                     | Heptatlón                            |
| 2025                                 | Nankín (China)                       | Medalla de oro                       | Heptatlón                            |
| Campeonato Europeo                   |                                      |                                      |                                      |
| Año                                  | Lugar                                | Medalla                              | Prueba                               |
| 2024                                 | Roma (Italia)                        | Medalla de plata                     | Decatlón                             |
| Campeonato Europeo en Pista Cubierta |                                      |                                      |                                      |
| Año                                  | Lugar                                | Medalla                              | Prueba                               |
| 2023                                 | Estambul (Turquía)                   | Medalla de plata                     | Heptatlón                            |
| 2025                                 | Apeldoorn (Países Bajos)             | Medalla de oro                       | Heptatlón                            |